# Campionati svizzeri di sci alpino 1970
I Campionati svizzeri di sci alpino 1970 si disputarono a Gstaad nel mese di marzo; furono assegnati i titoli di discesa libera, slalom gigante, slalom speciale e combinata, sia maschili sia femminili. Oltre agli sciatori svizzeri poterono concorrere al titolo anche gli sciatori di nazionalità liechtensteinese.

## Risultati

### Uomini

#### Discesa libera
| Pos. | Atleta               | Nazione  |
| ---- | -------------------- | -------- |
| 1    | Bernhard Russi       | Svizzera |
| 2    | Jean-Daniel Dätwyler | Svizzera |
| 3    | ?                    | ?        |

#### Slalom gigante
| Pos. | Atleta            | Nazione  |
| ---- | ----------------- | -------- |
| 1    | Jakob Tischhauser | Svizzera |
| 2    | ?                 | ?        |
| 3    | ?                 | ?        |

#### Slalom speciale
| Pos. | Atleta           | Nazione  |
| ---- | ---------------- | -------- |
| 1    | Edmund Bruggmann | Svizzera |
| 2    | Dumeng Giovanoli | Svizzera |
| 3    | ?                | ?        |

#### Combinata
| Pos. | Atleta           | Nazione  |
| ---- | ---------------- | -------- |
| 1    | Dumeng Giovanoli | Svizzera |
| 2    | ?                | ?        |
| 3    | ?                | ?        |

### Donne

#### Discesa libera
| Pos. | Atleta        | Nazione  |
| ---- | ------------- | -------- |
| 1    | Michèle Rubli | Svizzera |
| 2    | ?             | ?        |
| 3    | ?             | ?        |

#### Slalom gigante
| Pos. | Atleta        | Nazione  |
| ---- | ------------- | -------- |
| 1    | Michèle Rubli | Svizzera |
| 2    | ?             | ?        |
| 3    | ?             | ?        |

#### Slalom speciale
| Pos. | Atleta        | Nazione  |
| ---- | ------------- | -------- |
| 1    | Hedi Schillig | Svizzera |
| 2    | ?             | ?        |
| 3    | ?             | ?        |

#### Combinata
| Pos. | Atleta        | Nazione  |
| ---- | ------------- | -------- |
| 1    | Michèle Rubli | Svizzera |
| 2    | ?             | ?        |
| 3    | ?             | ?        |